# Dith Pran
Dith Pran (tiếng Khmer: ឌិត ប្រន; 27 tháng 9 năm 1942 – 30 tháng 3 năm 2008) là một nhà báo ảnh người Campuchia được biết đến là một người tị nạn và người sống sót khỏi chế độ Khmer Đỏ. Ông chính là đề tài cho bộ phim đoạt giải Oscar Cánh đồng chết sản xuất năm 1984. Trong phim, hình tượng của ông do diễn viên lần đầu đóng phim Haing S. Ngor (1940–1996) thủ vai, nhờ vai diễn này mà Ngor đã giành được Giải Oscar cho nam diễn viên phụ xuất sắc nhất.

## Tuổi trẻ
Pran sinh ra ở Siem Reap, Campuchia gần Angkor Wat. Cha ông là một viên chức hành chính. Ông đã học tiếng Pháp ở trường và tự học tiếng Anh.
Quân đội Hoa Kỳ đã thuê ông làm người phiên dịch nhưng sau khi quan hệ của ông với Mỹ trở nên tồi tệ, ông đã làm việc cho một đoàn làm phim của Anh rồi sau đó làm nhân viên lễ tân khách sạn.

## Cuộc cách mạng
Năm 1975, Pran và phóng viên của tờ New York Times Sydney Schanberg ở lại Campuchia để đưa tin cho sự kiện thủ đô Phnôm Pênh thất thủ vào tay Khmer Đỏ. Schanberg và các phóng viên nước ngoài khác được phép rời khỏi nước này nhưng Pran thì không. Do giới trí thức bị đàn áp trong cuộc diệt chủng, ông đã cố giấu sự thật rằng ông là người được học hành và có quen biết với người Mỹ, và giả bộ là một lái xe taxi Khi người Campuchia bị bắt phải lao động trong các trại cải tạo, Pran đã phải chịu đựng 4 năm đói khát và bị tra tấn trước khi Việt Nam lật đổ Khmer Đỏ vào tháng 12 năm 1978 Ông đã đặt ra cụm từ "cánh đồng chết" để chỉ những đống xác chết và những mảnh xương của nạn nhân ông gặp phải trong quá trình chạy trốn 40 dặm của mình. Ba người anh và một người chị của ông đã bị giết ở Campuchia.
Pran đã quay trở lại Siem Reap khi ông biết rằng 50 thành viên gia đình ông đã chết. Người Việt Nam đã cho ông làm trưởng thôn nhưng do lo sợ họ sẽ khám phá ra mối quan hệ của ông với Mỹ nên ông đã trốn sang Thái Lan vào ngày 03 tháng 10 năm 1979.
Từ 1980, ông làm phóng viên cho tờ New York Times.

## Đời tư
Năm 1986, ông cùng với vợ khi đó là Ser Moeun Dith trở thành công dân Mỹ. Sau này hai người ly dị và ông cưới Kim DePaul nhưng rồi họ cũng ly hôn. Ông cũng đấu tranh để các nạn nhân diệt chủng Campuchia được công nhận, đặc biệt ông làm nhà sáng lập và chủ tịch của Dith Pran Holocaust Awareness Project. Ông đã được trao Huân chương Danh dự Đảo Ellis năm 1998 và giải Ưu tú của Trung tâm Quốc tế.

## Cái chết
Ngày 30 tháng 3 năm 2008, Pran qua đời ở tuổi 65 tại New Brunswick, New Jersey. Ông mới được chẩn đoán bị ung thư tuyến tụy 3 tháng trước đó. Khi đó ông đang sống ở Woodbridge, New Jersey.